# グレヴェナ県

グレヴェナ県
Περιφερειακή ενότητα Γρεβενών測地系: 北緯40度0分 東経21度20分 / 北緯40.000度 東経21.333度座標: 北緯40度0分 東経21度20分 / 北緯40.000度 東経21.333度

グレヴェナ県（グレヴェナけん、ギリシア語: Γρεβενά / Grevená）は、ギリシャ共和国の西マケドニア地方を構成する行政区（ペリフェリアキ・エノティタ）のひとつ。県都はグレヴェナ。

## 地理

### 位置・広がり
西マケドニア地方の西南部に位置する。県の西は山脈を隔ててヨアニナ県（イピロス地方）と接する。北西部でカストリア県とわずかに境界を接しており、北から東にかけてコザニ県に隣接する。南東はラリサ県（テッサリア地方）、南はトリカラ県（テッサリア地方）にそれぞれ接している。

### 地勢
県の西部はピンドス山脈に連なる山岳地帯である。南部にはハシア山（2,295 m）、北東部はヴリノス山（1,866 m）がそびえている。
県内最長の川はアリャクモナス川で、県の東部と中央部および北部を流れる。
テチス海海底の礁に由来するオルリャカス山などが存在するため、2021年に隣接するコザニ県と共にユネスコ世界ジオパークに指定される。

### 主要な都市・集落
人口3,000人以上の都市・集落には以下がある。
- グレヴェナ（グレヴェナ市） - 10,177人
- デスカティ（英語版）（デスカティ市） - 4,028人

- グレヴェナ

## 歴史
1967年、グレヴェナ＝コザニ県（県都: コザニ）が分割され、広域自治体（ノモス）としてのグレヴェナ県が発足した。

## 社会

### 人口
2001年の人口調査によると、グレヴェナ県は最も人口密度が低い県であり、ギリシャでレフカダ県、エヴリタニア県に次いで、3番目に人口の少ない県である。
グレヴェナ県は、ギリシャで人口減少率が最も高い県の一つである。2006年には出生225人、死亡393人であり、地方部では、死亡率が出生率の7倍もあった。

### 経済
グレヴェナ県の経済の基盤は農業であり、主に小麦やヒヨコマメなどの豆類が生産されている。また、羊などの牧畜業もさかんである。グレヴェナ県では他にエコツーリズムや林業、ヴァシリツァのスキー場などが経済の主流である。

## 行政区画

グレヴェナ県

### 市（ディモス）
グレヴェナ県は、以下の自治体（ディモス、市）から構成される。人口は2001年国勢調査時点。
|   | 自治体名   | 綴り    | 政庁所在地      | 面積 Km² | 人口   |
| - | ---------- | ------- | --------------- | -------- | ------ |
| 1 | グレヴェナ | Γρεβενά | グレヴェナ (el) | 1,859.9  | 30,564 |
| 2 | デスカティ | Δεσκάτη | デスカティ (el) | 421.2    | 7,383  |

### 旧自治体（ディモティキ・エノティタ）

グレヴェナ県の旧自治体（2010年まで）

カリクラティス改革（2010年）以前の広域自治体（ノモス）としてのグレヴェナ県は、以下の基礎自治体（ディモス、キノティタ）から構成されていた。改革後、旧自治体は新自治体（ディモス）を構成する行政区（ディモティキ・エノティタ）となっている。
下表の番号は右図と対応している。「旧自治体名」欄で※印を付したものはキノティタ、それ以外はディモス。「政庁所在地」欄で太字になっているものは、新自治体の政庁所在地となったものを示す。
|    | 旧自治体                 | 綴り             | 政庁所在地             | 新自治体   |
| -- | ------------------------ | ---------------- | ---------------------- | ---------- |
| 1  | グレヴェナ               | Γρεβενά          | グレヴェナ             | グレヴェナ |
| 2  | ヴェンジオ               | Βέντζιο          | クニディ               | グレヴェナ |
| 3  | ゴルヤニ                 | Γόργιανη         | キプリオ               | グレヴェナ |
| 4  | デスカティ               | Δεσκάτη          | デスカティ             | デスカティ |
| 5  | イラクレオテス           | Ηρακλεώτες       | アイオス・ゲオルギオス | グレヴェナ |
| 6  | テオドロス・ジアカス     | Θεόδωρος Ζιάκας  | マヴラネイ             | グレヴェナ |
| 7  | コスマス・オ・アイトロス | Κοσμάς ο Αιτωλός | メガロ                 | グレヴェナ |
| 8  | ハシア                   | Χάσια            | カルペロ               | デスカティ |
| 9  | アヴデラ ※               | Αβδέλλα          | アヴデラ               | グレヴェナ |
| 10 | ドツィコ ※               | Δοτσικό          | ドツィコ               | グレヴェナ |
| 11 | メソルリ ※               | Μεσολούρι        | メソルリ               | グレヴェナ |
| 12 | ペリヴォリ ※             | Περιβόλι         | ペリヴォリ             | グレヴェナ |
| 13 | サマリナ ※               | Σαμαρίνα         | サマリナ               | グレヴェナ |
| 14 | スミクシ ※               | Σμίξη            | スミクシ               | グレヴェナ |
| 15 | フィリッペイ ※           | Φιλιππαίοι       | フィリッペイ           | グレヴェナ |

- Διοικητική διαίρεση νομού Γρεβενών - グレヴェナ県の自治体・集落一覧（1999年 - 2010年）

## 交通

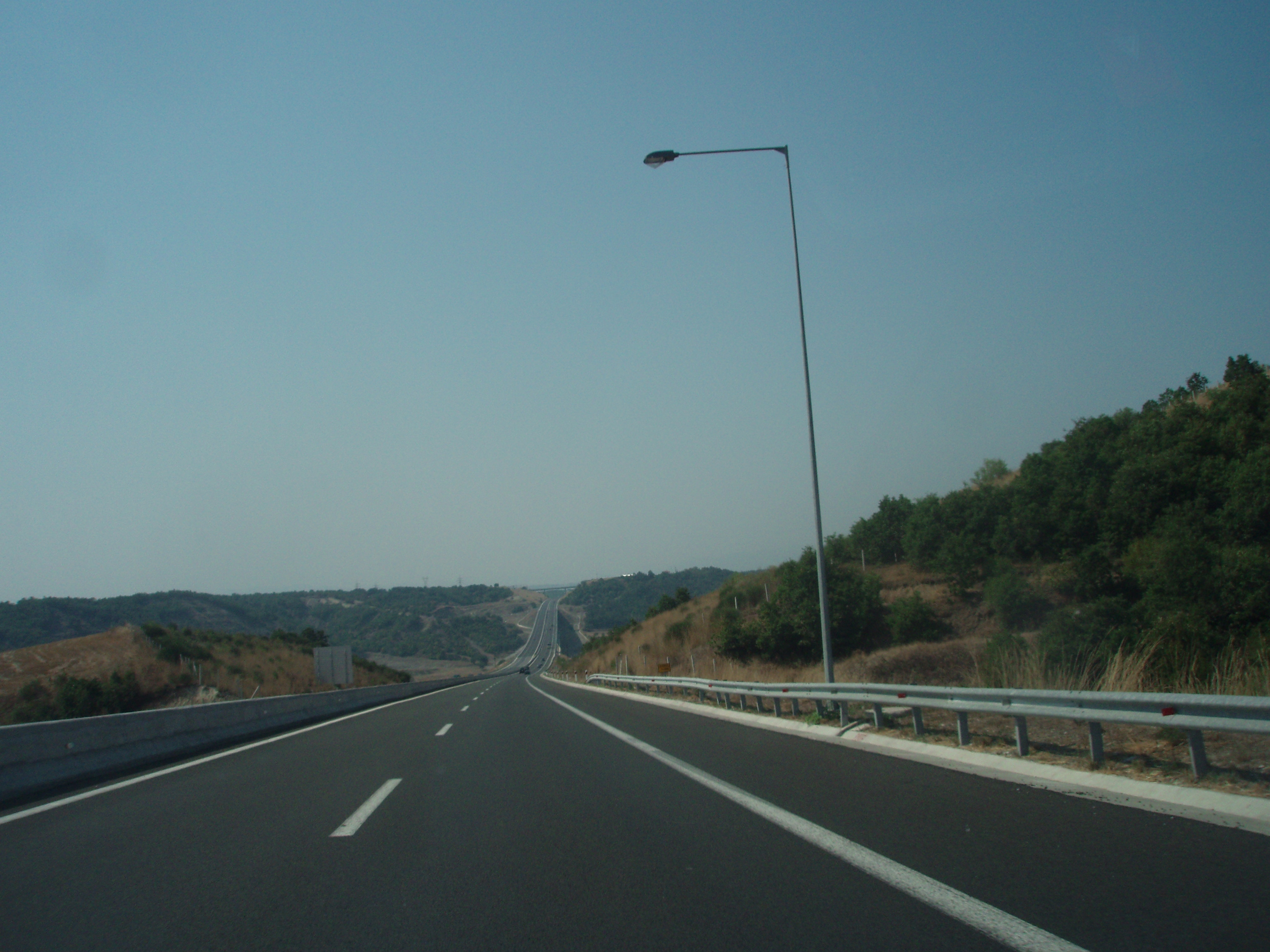
A2号線（グレヴェナ付近）

A2号線（エグナティア高速道路）が西南から北東に県域を横切っている。A2号線は欧州自動車道路E90号線に指定されている。
欧州自動車道路
- E90号線  (en)  : 〔… - ヨアニナ - マラカシ〕 - グレヴェナ - 〔コザニ - テサロニキ - …〕

高速道路・自動車道路
- A2号線  (en)  : 〔… - ヨアニナ - マラカシ〕 - グレヴェナ - 〔コザニ - テサロニキ - …〕
- GR-15号線  (en)  : 〔カストリア〕 - グレヴェナ - カルペロ西方 - 〔カランバカ〕
- GR-26号線  (en)  : （GR-15号線） - カルペロ - デスカティ - 〔エラソナ〕